# Coelogyne schilleriana
Coelogyne schilleriana là một loài thực vật có hoa trong họ Lan. Loài này được Rchb.f. & K.Koch mô tả khoa học đầu tiên năm 1858.

## Hình ảnh

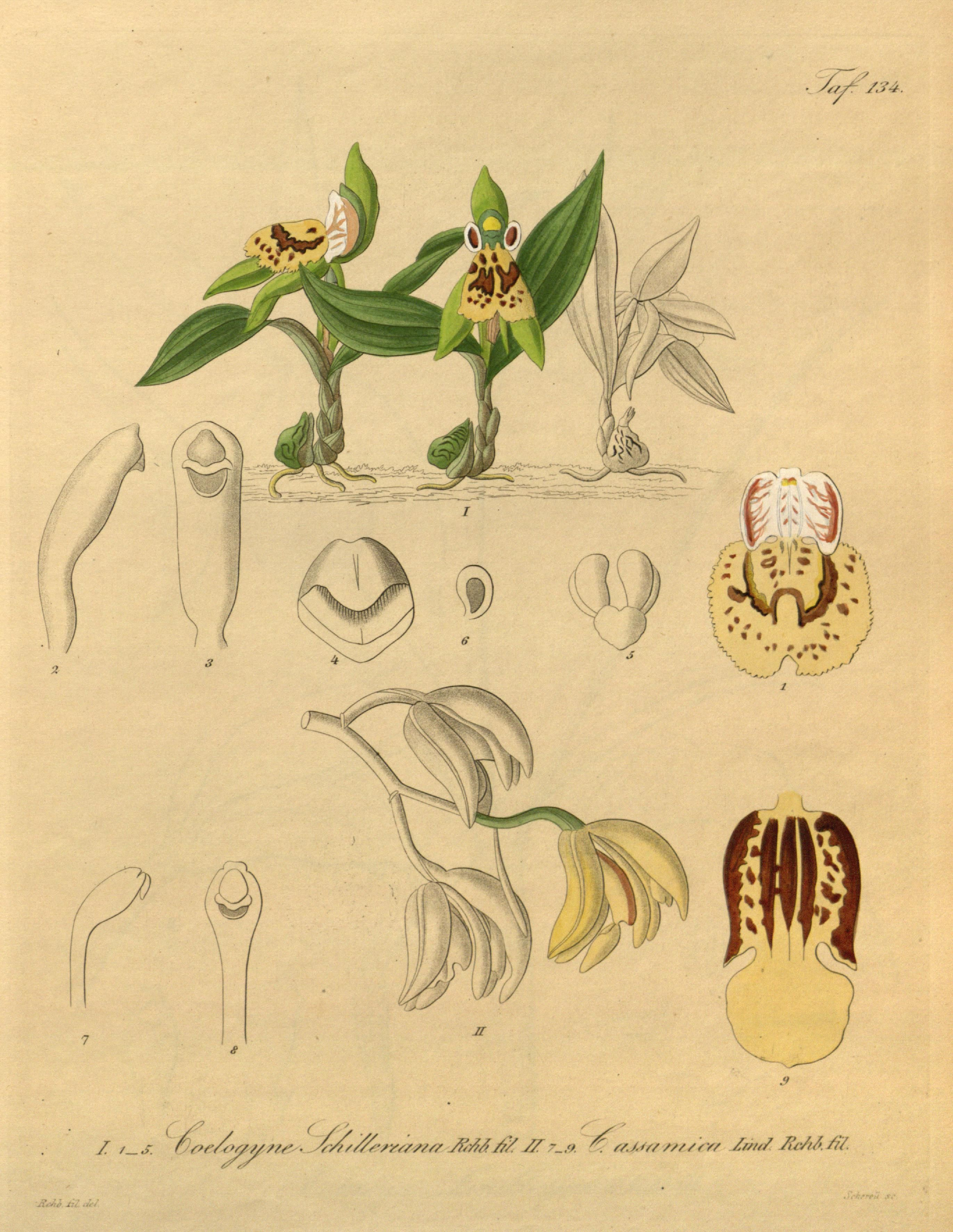